# مارتا فراغا بيريز
مارتا فراغا بيريز (بالإسبانية: Marta Fraga)‏ مواليد 4 فبراير 1985 في سرقسطة، هي لاعبة كرة مضرب إسبانية بدأت مسيرتها كمحترفة سنة 2000 تلعب باليد اليمنى. هي إحدى بطلات الجراند سلام. أعلى تصنيف لها في الفردي كان المركز الـ 270 في سنة 2004. أعلى تصنيف لها في الزوجي كان المركز الـ 342 في سنة 2004.

## بطولات حققتها
- دورة رولان غاروس الدولية

## روابط خارجية
- مارتا فراغا بيريز على موقع رابطة محترفات التنس (الإنجليزية)
- مارتا فراغا بيريز على موقع الاتحاد الدولي لكرة المضرب (الإنجليزية)